# Râul Feneș, Ampoi
Râul Feneș este un curs de apă, afluent al râului Ampoi. 
Cel mai important afluent al Ampoiului este Valea Feneșului care izvorăște de sub masivul Negrileasa primind de pe partea dreaptă ca afluent pârâul Groza. Până la confluența cu valea Feneșasei străbate forme de relief domoale, construindu-ṣi o luncă întinsă care este teritoriul de fânețe ṣi pășunat al feneșerilor, denumită lunca Feneșasa. 
De la confluența cu Feneșasa, valea Feneșului străbate regiunea calcaroasă Dâmbău-Corabia,unde pe o distanță de cca. 5 km formează o vale cu aspect de cheie (Cheile Piatra-Caprei sau Bulzii), iar de aici se lărgește continuu până la vărsare în râul Ampoi. În localitatea Feneș primește ca afluent de pe partea stângă Valea Bradului. Înainte de a părăsi satul, primește tot de pe partea stângă Valea Călinesei, canalizată datorită aluviunilor ce le transporta în timpul viiturilor și le depunea înainte de vărsare, închizând drumul de acces în partea de sud a satului. După ce străbate hotarul și localitatea,curgând in exclusivitate pe teritoriul Feneșului, parcurgând o distanță de aproximativ 20 km, se varsă în Ampoi în apropierea gării Feneș-Galați.
Cantitatea destul de mare de precipitații care cade în bazinul hidrografic superior al văii, învelișul protector al pădurii asigură rețelei hidrografice un debit constant, permanent. Primăvara, în special, odată cu dezghețul și la începutul toamnei pot avea loc ieșiri din matcă, producând inundații, așa cum au fost în anii 1925, 1971, 1972, la 25 iunie și 5 iulie 1973 și 12 mai 1975, inundații care au produs mari pagube locuitorilor cu gospodării și terenuri în imediata apropiere a văii.

## Hărți
- Munții Trascău  Arhivat în 11 octombrie 2008, la Wayback Machine.
- Harta Munții Apuseni
- Harta Județul Alba